# Kunstsecundair onderwijs
Het kunstsecundair onderwijs (kso) is een van de vier onderwijsvormen in de tweede en de derde graad van het secundair onderwijs in de Vlaamse Gemeenschap. Dit kunstonderwijs wordt ingericht als onderbouw van instellingen voor hoger kunstonderwijs maar ook door scholen met een parallel aanbod van algemeen secundair onderwijs, technisch secundair onderwijs en/of beroepssecundair onderwijs.
Het kso combineert theorie en praktijk van kunstvakken (atelier of instrument) met algemeen vormende vakken zoals talen en wetenschappen. Deze combinatie biedt jongeren de kans om te kiezen voor kunst zonder andere opties van hoger onderwijs uit te sluiten. Daarom trekt deze onderwijsvorm relatief gezien het grootste aantal buitenlandse (waaronder veel Nederlandse) leerlingen.
Het kso in Vlaanderen omvat drie studiegebieden: ballet, beeldende kunst en podiumkunsten met telkens een aantal studierichtingen. Bij ballet en de podiumkunsten Dans en Muziek mag een auditie bepalen of een leerling wordt toegelaten. Sommige richtingen fungeren als voorbereiding op hoger (kunst-)onderwijs, andere zijn meer toegepast en leiden naar directe tewerkstelling. De term kunsthumaniora is een onofficiële benaming waarmee scholen het hoge niveau van hun algemene vakken onderstrepen die net zoals de (klassieke) humaniora voorbereiden op universitair hoger onderwijs. Sommige kso-scholen bieden ook een zevende jaar, een praktijkgericht specialisatiejaar of een jaar bijzondere vorming als intensieve voorbereiding op hoger kunstonderwijs (balletschool of conservatorium, niet te verwarren met deeltijds kunstonderwijs in een muziekschool of academie).

## Ballet
- Ballet
- Modern ballet

De Koninklijke Balletschool Antwerpen en het KSO Lemmensinstituut zijn de enige secundaire scholen die klassiek ballet aanbieden. Modern ballet maakt ook deel uit van het lessenrooster aan het Lemmensinstituut.

## Beeldende kunsten
- Artistieke opleiding
- Audiovisuele vorming met specialisatiejaar audiovisuele vormgeving
- Beeldende en architecturale kunsten, in de tweede graad, splitst in de derde graad uit in:
  - Architecturale en binnenhuiskunst
  - Industriële kunst
  - Toegepaste beeldende kunst
  - Vrije beeldende kunst
- Beeldende en architecturale vorming, in de tweede graad, splitst in de derde graad uit in:
  - Architecturale vorming met specialisatiejaar
  - Beeldende vorming

Naast deze studierichtingen voor de tweede en derde graad bestaat er ook een zevende jaar bijzondere beeldende vorming en een specialisatiejaar architecturale vorming, audiovisuele, industriële, ruimtelijke of grafische vormgeving.
De Sint-Lukas Kunsthumaniora in Schaarbeek, het Sint-Lucas kunstsecundair in Antwerpen en de Sint-Lucasschool in Gent zetten exclusief in op beeldende kunsten. Het Stedelijk Secundair Kunstinstituut Gent, de Brugse kunsthumaniora, de Kunstschool Genk, Musart en de Provinciale Kunsthumaniora PIKOH in Hasselt bieden naast beeldende kunsten ook podiumkunsten.

## Podiumkunsten
- Muziek
- Woordkunst-drama
- Dans

Ook hier is er een zevende jaar bijzondere vorming muziek, dans, of woordkunst en een specialisatiejaar musical.
De Kunsthumaniora Brussel, De!Kunsthumaniora in Wilrijk en de Provinciale Kunsthumaniora Hasselt bieden zowel muziek, woordkunst als dans. Het MUDA Atheneum voor Podiumkunsten in Evergem biedt muziek en dans en het Lemmensinstituut in Leuven muziek, woord en dans.